# میاندسته
میاندسته روستایی از توابع بخش لاله‌آباد شهرستان بابل در استان مازندران ایران است.
میاندسته دارای یک تپه باستانی باقی مانده از عصر هندو اریایی ها است.
نام این تپه در مردم محلی به دینه سر معروف است.
بعضی باستان شناسن این تپه را نیایش گاه میترا میدانند و میگویند بعد از گذشت دو هزار سال به اتشکده تبدیل شد .
این تپه یا بهترست بگوییم نیایشگاه از اول ساختش مورد تهاجم دشمنان زیادی قرار گرفت .
بعضی محققان معتقدند که انتخاب موعبدان در این نیایش گاه مورثی بوده است و اجسام با ارزش و معنوی وراثتی بوده است.
در این تپه کاووشی صورت نگرفته است ان هم به دلایل نا معلوم میراث فرهنگی.

## جمعیت
این روستا در دهستان کاری‌پی قرار دارد و براساس سرشماری مرکز آمار ایران در سال ۱۳۸۵، جمعیت آن ۶۰۰ نفر (۱۴۵خانوار) بوده‌است.